# Équipe de Géorgie de rugby à XV à la Coupe du monde 2019
L'équipe de Géorgie de rugby à XV participe à la Coupe du monde en 2019, pour la quatrième fois depuis 2003 sur neuf éditions.

## Préparation de l'évènement

### Matchs de préparation
La Géorgie joue deux test matchs contre l'Écosse, dont un en Géorgie donnant lieu à la première venue d'une équipe du Tier 1 chez les géorgiens.
| No | Date             | Lieu                                   | Match                    | Score   | Compétition  |
| -- | ---------------- | -------------------------------------- | ------------------------ | ------- | ------------ |
| 1  | 27 août 2019     | Stade Mikheil-Meskhi, Tbilissi Géorgie | Géorgie – Southern Kings | 24 – 20 | Match amical |
| 2  | 31 août 2019     | Stade Dinamo, Tbilissi Géorgie         | Géorgie – Écosse         | 10 – 44 | Test match   |
| 3  | 6 septembre 2019 | Murrayfield Stadium, Édimbourg Écosse  | Écosse – Géorgie         | 36 – 9  | Test match   |

## Joueurs sélectionnés

### Groupe sélectionné pour la préparation
Un premier groupe de 43 joueurs est nommé en juin 2019 pour préparer la Coupe du monde. Parmi les absents figurent notamment les vétérans venant de prendre leur retraite internationale comme Davit Kubriashvili et Mamuka Gorgodze, mais aussi le troisième ligne clermontois Viktor Kolelishvili ayant mis en pause sa carrière à la suite de nombreuses commotions cérébrales ou encore le pilier gauche des Wasps, Zurab Zhvania, cadre de l'équipe, mais vraisemblablement en froid avec son entraîneur.
| Entraîneur | Entraîneur             | Milton Haig |
| Avants     | Pilier                 | Karlen Asieshvili (en), Levan Chilachava, Beka Gigashvili, Guram Gogichashvili, Giorgi Melikidze, Mikheil Nariashvili, Giorgi Tetrashvili, Lasha Tabidze |
| Avants     | Talonneur              | Jaba Bregvadze, Nodar Cheishvili, Giorgi Chkoidze, Vano Karkadze, Shalva Mamukashvili                                                                    |
| Avants     | Deuxième ligne         | Davit Gigauri, Grigor Kerdikoshvili, Konstantin Mikautadze, Giorgi Nemsadze, Shalva Sutiashvili                                                          |
| Avants     | Troisième ligne aile   | Otar Giorgadze, Lasha Lomidze, Beka Saghinadze, Saba Shubitidze, Giorgi Tkhilaishvili, Giorgi Tsutskiridze                                               |
| Avants     | Troisième ligne centre | Beka Bitsadze, Beka Gorgadze |
| Arrières   | Demi de mêlée          | Gela Aprasidze, Giorgi Begadze, Vasil Lobzhanidze |
| Arrières   | Demi d'ouverture       | Tedo Abzhandadze, Revaz Jinchvelashvili (en), Lasha Khmaladze, Lasha Malaguradze                                                                         |
| Arrières   | Centre                 | Davit Kacharava, Giorgi Kveseladze, Tamaz Mchedlidze, Merab Sharikadze                                                                                   |
| Arrières   | Ailier                 | Zurab Dzneladze, Mirian Modebadze, Alexander Todua |
| Arrières   | Arrière                | Giorgi Aptsiauri, Soso Matiashvili, Merab Kvirikashvili                                                                                                  |

### Liste définitive
Le groupe géorgien pour la Coupe du monde est dévoilé le 2 septembre 2019. Les blessures privent notamment la Géorgie du vétéran Merab Kvirikashvili et du jeune prometteur Giorgi Tsutskiridze, l'absence de ce dernier au milieu d'autres blessures (Viktor Kolelishvili, de longue date, Nodar Cheishvili...) entraîne notamment le retour du toulonnais Mamuka Gorgodze,.

#### Avants
| Nom                     | Naissance         | Sélections (Ptsmarqués) | Club                  | Année de 1re sélection |
| Piliers                 | Piliers           | Piliers                 | Piliers               | Piliers                |
| ----------------------- | ----------------- | ----------------------- | --------------------- | ---------------------- |
| Levan Chilachava        | 30 juin 1992      | 48 (35)                 | Montpellier           | 2012                   |
| Beka Gigashvili         | 17 février 1992   | 7 (5)                   | RC Toulon             | 2018                   |
| Guram Gogichashvili     | 4 septembre 1998  | 5 (5)                   | Racing 92             | 2018                   |
| Giorgi Melikidze        | 24 mai 1996       | 13 (5)                  | Stade français        | 2016                   |
| Mikheil Nariashvili     | 25 mai 1990       | 54 (10)                 | Montpellier           | 2012                   |
| Talonneur               |                   |                         |                       |                        |
| Jaba Bregvadze          | 23 avril 1987     | 54 (10)                 | Sunwolves             | 2010                   |
| Vano Karkadze           | 25 juin 2000      | 3 (0)                   | CA Brive              | 2019                   |
| Shalva Mamukashvili     | 2 octobre 1990    | 66 (35)                 | Enisey-STM            | 2011                   |
| Deuxièmes ligne         |                   |                         |                       |                        |
| Mamuka Gorgodze         | 14 juillet 1984   | 71 (130)                | RC Toulon             | 2003                   |
| Konstantin Mikautadze   | 1er juillet 1991  | 59 (10)                 | Montpellier HR        | 2010                   |
| Giorgi Nemsadze         | 26 septembre 1984 | 92 (75)                 | Ospreys               | 2005                   |
| Shalva Sutiashvili      | 24 janvier 1984   | 77 (10)                 | Soyaux Angoulême      | 2005                   |
| Troisièmes ligne aile   |                   |                         |                       |                        |
| Otar Giorgadze          | 2 mars 1996       | 21 (25)                 | CA Brive              | 2015                   |
| Lasha Lomidze           | 30 juin 1992      | 46 (20)                 | Doncaster Knights     | 2013                   |
| Beka Saghinadze         | 29 octobre 1998   | 5 (0)                   | Stade aurillacois     | 2019                   |
| Giorgi Tkhilaishvili    | 8 avril 1991      | 51 (45)                 | Rugby Club Batoumi    | 2012                   |
| Troisièmes ligne centre |                   |                         |                       |                        |
| Beka Gorgadze           | 8 février 1996    | 19 (25)                 | Union Bordeaux Bègles | 2015                   |

#### Arrières
| Nom               | Naissance        | Sélections (Ptsmarqués) | Club                   | Année de 1re sélection |
| Demis de mêlée    | Demis de mêlée   | Demis de mêlée          | Demis de mêlée         | Demis de mêlée         |
| ----------------- | ---------------- | ----------------------- | ---------------------- | ---------------------- |
| Gela Aprasidze    | 14 janvier 1998  | 17 (24)                 | Montpellier HR         | 2017                   |
| Giorgi Begadze    | 4 mars 1986      | 65 (0)                  | RC Kochebi             | 2011                   |
| Vasil Lobzhanidze | 14 octobre 1996  | 45 (40)                 | CA Brive               | 2015                   |
| Demis d'ouverture |                  |                         |                        |                        |
| Tedo Abzhandadze  | 13 juin 1999     | 9 (43)                  | CA Brive               | 2018                   |
| Lasha Khmaladze   | 20 janvier 1988  | 75 (53)                 | Rugby Club Batoumi     | 2008                   |
| Lasha Malaguradze | 2 janvier 1986   | 92 (190)                | Krasny Yar             | 2008                   |
| Centres           |                  |                         |                        |                        |
| Davit Kacharava   | 16 janvier 1985  | 116 (110)               | Enisey-STM             | 2006                   |
| Giorgi Kveseladze | 11 novembre 1997 | 19 (15)                 | RC Armazi              | 2017                   |
| Tamaz Mchedlidze  | 17 mars 1993     | 53 (35)                 | SU Agen                | 2013                   |
| Merab Sharikadze  | 17 mai 1993      | 63 (62)                 | Stade aurillacois      | 2012                   |
| Ailiers           |                  |                         |                        |                        |
| Zurab Dzneladze   | 23 janvier 1992  | 9 (5)                   | RC Locomotive Tbilissi | 2013                   |
| Mirian Modebadze  | 8 avril 1992     | 10 (20)                 | RC AIA                 | 2017                   |
| Alexander Todua   | 2 novembre 1987  | 79 (55)                 | Lelo Saracens          | 2008                   |
| Arrières          |                  |                         |                        |                        |
| Soso Matiashvili  | 27 janvier 1993  | 19 (135)                | Rouen NR               | 2017                   |

## Compétition

### Format et tirage au sort
Le tirage au sort a lieu le 10 mai 2017 à Kyoto (Japon). Placée dans le chapeau 3, la Géorgie dans la poule D. Seuls les deux premiers sont qualifiés pour les quarts-de-finale.
Poule D
- Australie
- Pays de Galles
- Géorgie
- Fidji
- Uruguay

### Phase de poule
| 23 septembre 2019 19 h 15 JST | Pays de Galles | – | Géorgie | Stade de Toyota Arbitre : Luke Pearce |
| 23 septembre 2019 19 h 15 JST |                |   |         | Stade de Toyota Arbitre : Luke Pearce |
| 23 septembre 2019 19 h 15 JST |                |   |         | Stade de Toyota Arbitre : Luke Pearce |

| 29 septembre 2019 14 h 15 JST | Géorgie | – | Uruguay | Kumagaya Rugby Stadium Arbitre : Wayne Barnes |
| 29 septembre 2019 14 h 15 JST |         |   |         | Kumagaya Rugby Stadium Arbitre : Wayne Barnes |
| 29 septembre 2019 14 h 15 JST |         |   |         | Kumagaya Rugby Stadium Arbitre : Wayne Barnes |

| 3 octobre 2019 14 h 15 JST | Géorgie | – | Fidji | Hanazono Rugby Stadium Arbitre : Paul Williams |
| 3 octobre 2019 14 h 15 JST |         |   |       | Hanazono Rugby Stadium Arbitre : Paul Williams |
| 3 octobre 2019 14 h 15 JST |         |   |       | Hanazono Rugby Stadium Arbitre : Paul Williams |

| 11 octobre 2019 19 h 15 JST | Australie | – | Géorgie | Stade Ecopa de Shizuoka Arbitre : Pascal Gaüzère |
| 11 octobre 2019 19 h 15 JST |           |   |         | Stade Ecopa de Shizuoka Arbitre : Pascal Gaüzère |
| 11 octobre 2019 19 h 15 JST |           |   |         | Stade Ecopa de Shizuoka Arbitre : Pascal Gaüzère |

| Rang | Pays           | J | V | N | D | Bo | Bd | Pm | Pe | Diff | Pts |
| ---- | -------------- | - | - | - | - | -- | -- | -- | -- | ---- | --- |
| 1    | Australie      | 0 | 0 | 0 | 0 | 0  | 0  | 0  | 0  | 0    | 0   |
| 2    | Pays de Galles | 0 | 0 | 0 | 0 | 0  | 0  | 0  | 0  | 0    | 0   |
| 3    | Géorgie        | 0 | 0 | 0 | 0 | 0  | 0  | 0  | 0  | 0    | 0   |
| 4    | Fidji          | 0 | 0 | 0 | 0 | 0  | 0  | 0  | 0  | 0    | 0   |
| 5    | Uruguay        | 0 | 0 | 0 | 0 | 0  | 0  | 0  | 0  | 0    | 0   |